# Monachozela
Monachozela is een geslacht van vlinders van de familie zilvervlekmotten (Heliozelidae).

## Soorten
- M. neoleuca Meyrick, 1931